# Lopo de Albuquerque
D. Lopo de Albuquerque, 1.º Conde de Penamacor, por carta datada de 24 de Agosto de 1476 do rei D. Afonso V de Portugal, que lhe fez também mercê da dita vila de Penamacor e da de Abiul.
Foi Camareiro-Mor e Guarda-Roupa, de D. Afonso V desde 18 de Outubro de 1463, Copeiro-Mor e Capitão da sua Guarda.
Serviu na guerra, encontrando-se entre os principais Cavaleiros do seu tempo. Foi companheiro de D. Afonso V a França e igualmente seu Embaixador em Roma, a tratar da dispensa do casamento com a Rainha D. Joana. Porém, sendo mais tarde também culpado na conjura do Duque de Viseu, em 1484, teve que se ausentar do Reino de Portugal, com seu irmão. Veio a falecer em Sevilha.
Do seu casamento com D. Catarina de Noronha (sobrinha de Filipa Moniz esposa de Cristóvão Colombo) também conhecida como D. Leonor de Noronha (1440 - entre 17 de Setembro de 1518 e 9 de Março de 1520), filha de D. Pedro de Noronha (1379 - 12 de Agosto de 1452), bispo de Évora, e de Branca Dias Perestrelo, filha de Bartolomeu Perestrelo e de sua segunda mulher Branca Dias, teve:
1. D. Garcia de Albuquerque (1470 -?) casou com Leonor Perestrelo,
2. D. Afonso de Albuquerque,
3. D. Luís de Albuquerque,
4. D. Inês (ou Guiomar) de Noronha (c. 1470 -?) casou com Rui de Melo, alcaide-mor de Elvas,
5. D. Isabel de Noronha (1480 -?) casou com Nuno Vaz de Castelo-Branco, Almirante de Portugal.
6. D. Pedro de Noronha